# Echinacanthus
Echinacanthus, biljni rod iz porodice primogovki smješten u podtribus Petalidiinae, dio tribusa Ruellieae, potporodica Acanthoideae. Postoje 4 vrste, tri su kineski endemi, i jedna iz Nepala i Indije (Bihar, Sikkim, Uttarakhand, Zapadni Bengal). Opisan je u Plantae Asiaticae Rariores 3: 75, 90. 1832.

## Opis
Grmlje ili višegodišnje bilje. Lišće nasuprotno; rub plojke lista cijeli. Cvat aksilarni ili terminalni, razgranati cimes; brakteje uske do podlistaste; brakteole neupadljive ili ih nema. Čaška često žljezdasto dlakava, duboko 5-režnjevita; režnjevi jednaki ili podjednaki. Vjenčić ljubičast ili žut, ljevkast do zvonast; obrub (limb) 5-režnjevit; režnjevi podjednaki, u pupoljku zgrčeni. Prašnika 4, didinamna; niti spojene na bazi u 2 para; prašnici 2-tekusni; teke paralelne, kosmate. Ovarij s 4-8 ovula po lokuli; stigma 2-režnjevita, jedan režanj smanjen. Čahura linearno-cilindrična do linearno-duguljasta, 8-16 sjemenki; prisutna retinakula. Sjemenke su u obrisu subjajaste, stisnute, prekrivene higroskopnim trihomima. 

## Vrste
1. Echinacanthus attenuatus Nees
2. Echinacanthus lofuensis (H.Lév.) J.R.I.Wood
3. Echinacanthus longipes H.S.Lo & D.Fang
4. Echinacanthus longzhouensis H.S.Lo